# Nándor Gelénesi
Nándor Gelénesi (ur. 7 lutego 1973) – węgierski zapaśnik walczący w stylu klasycznym. Olimpijczyk z Atlanty 1996, gdzie zajął szesnaste miejsce w kategorii 90 kg.
Czwarty na mistrzostwach świata w 1993. Szósty na mistrzostwach Europy w 1994. Pierwszy w Pucharze świata w 1993 i trzeci w 1994. Mistrz świata juniorów w 1991 roku.
- Turniej w Atlancie 1996

Pokonał Rosjanina Gogi Koguaszwiliego, a przegrał z Ormianinem Tsolakiem Yeghishyanem i Derrickiem Waldroupem z USA.